# Elisa Ramírez Sanz
Elisa Ramírez Sanz (Alzira, València, 2 de desembre de 1943) és una actriu valenciana.

## Biografia
Casada amb el director i productor oriolà Diego Serrano el 1961, va enviudar el 2016.
La seva presència va ser tanta en els espais dramàtics tan habituals en la programació de telesèries com Curro Jiménez (1977) i Tristeza de amor (1986).
En cinema, el seu moment de màxima esplendor va ser en finalitzar la dècada dels seixanta, quan interpreta films com La Revoltosa (1968), de Juan de Orduña, La Celestina (1968), de César Fernández Ardavín o El hombre que se quiso matar (1970), de Rafael Gil Álvarez.
Finalment, la seva presència sobre els escenaris espanyols també es va mantenir més o menys constant durant dues dècades, i en aquest temps va arribar a formar la seva pròpia companyia i va interpretar, entre altres obres Miles de payasos (1965) de Herb Gardner, al costat de Francisco Rabal; El señor Adrián, el primo (1966), de CarlosArniches; Don Juan Tenorio (1971), de José Zorrilla; La Malquerida (1974), de Jacinto Benavente; La Orestiada (1975), d'Esquil; La zorra y el escorpión (1977), d'Alfonso Paso; Largas noches de mujer (1981), d'Eduardo Quiles; Usted no es Greta Garbo (1981), de Diego Santillán; El galán fantasma (1981), de Calderón de la Barca; Juguetes para un matrimonio (1987), d'Alfonso Paso, A media luz los tres (1992), El chalet de madame Renard (1993), ambdues de Miguel Mihura, Salvar a los delfines (1995), de Santiago Moncada o La esposa constante (1998), de Somerset Maugham.
Des de mitjan dècada dels vuitanta ha espaiat les seves aparicions en l'escena pública, sense que hagi tornat a intervenir en cinema o televisió.

## Trajectòria a TVE
- Tristeza de amor (1986)
- Veraneantes (1984)
- Teatro Estudio
  - La marquesa Rosalinda (26 de març de 1981)
- Teatro breve 
  - Un día de gloria (22 de gener de 1981)
- Curro Jiménez 
  - La gran batalla de Andalucía (26 de gener de 1977)
- Cuentos y leyendas 
  - La leyenda del Caballero de Olmedo (17 d'octubre de 1975)
- El Teatro 
  - El cianuro ¿sólo o con leche? (1968)
  - La coqueta y Don Simón (30 de desembre de 1974)
  - El crimen al alcance de la clase media (22 de desembre de 1974)
- Noche de teatro			
  - Dulce pájaro de juventud (12 de juliol de 1974)
  - La dama de las camelias (16 d'agost de 1974)
- Los Libros		
  - Poema del Mío Cid (11 de juny de 1974)
- Ficciones	
  - La huella del tiempo (26 de gener de 1974)
- Los tres mosqueteros (1971)
- Teatro de misterio 			
  - El gato y el canario (10 d'agost de 1970)
- Hora once 
  - Los disecados (17 de gener de 1970)
- Las doce caras de Juan 
  - Estreno (7 d'octubre de 1967)
  - Capricornio (16 de desembre de 1967)
- Doce cuentos y una pesadilla 
  - Soñar acaso (9 de setembre de 1967)
- La pequeña comedia 			
  - Cuando ellas quieren ser (26 de març de 1966)
  - En el bar (1 d'abril de 1968)
- Historias para no dormir 
  - La cabaña (1 de gener de 1966)
- Estudio 1 
  - Carlota (15 de desembre de 1965)
  - La boda de la chica (23 de febrer de 1966)
  - El último mono (6 de juliol de 1966)
  - El viaje infinito (31 d'agost de 1966)
  - La vida en un hilo (13 de setembre de 1967)
  - El patio (4 d'octubre de 1967)
  - Las ratas suben a la ciudad (4 de juny de 1970)
  - ¿Quién soy yo? (23 de març de 1973)
  - Las mujeres sabias (1.974)
  - El aprendiz de amante (4 d'agost de 1975)
  - El solar de mediacapa (20 d'abril de 1980)
  - La dama boba (28 de setembre de 1980)
  - La moza del cántaro (9 de gener de 1981)
  - Un marido ideal (22 de novembre de 1982)
- Tras la puerta cerrada 
  - La botella (21 de juny de 1965)
- Teatro de humor 			
  - La venganza de la Petra (6 de juny de 1965)
- Confidencias 
  - La casa de Don Eugenio (30 de maig de 1965)
- Teatro de familia			
  - Diez hombres con miedo (21 d'abril de 1964)
  - Los maletillas (7 d'octubre de 1964)
- Primera fila
  -  Desde los tiempos de Adán (21 d'abril de 1965)
  -  Con la vida del otro (15 d'abril de 1964)
- Novela
  - Dos mujeres (2 de desembre de 1963)
  - El fantasma de Canterville (3 d'agost de 1964)
  - Tus amigos no te olvidan (1 de setembre de 1964)
  - La profesión de Carlos Báez (30 de juny de 1965)
  - Graciella (15 d'agost de 1965)
  - Perfectamente lógico (20 de setembre de 1965)
  - La casa de la Troya (20 de desembre de 1965)
  - Casta de hidalgos (16 de gener de 1967)
  - La guerrilla (5 de juny de 1967)
  - La muerte ríe (17 de juliol de 1967)
  - David Copperfield (15 de desembre de 1969)
  - El río que nace en juny (27 de juliol de 1970)
  - Shirley (28 de febrer de 1972)
  - Semblanza de una dama (26 d'agost de 1974)
  - Olivia (14 de març de 1977)